# Premi Documenta de narrativa

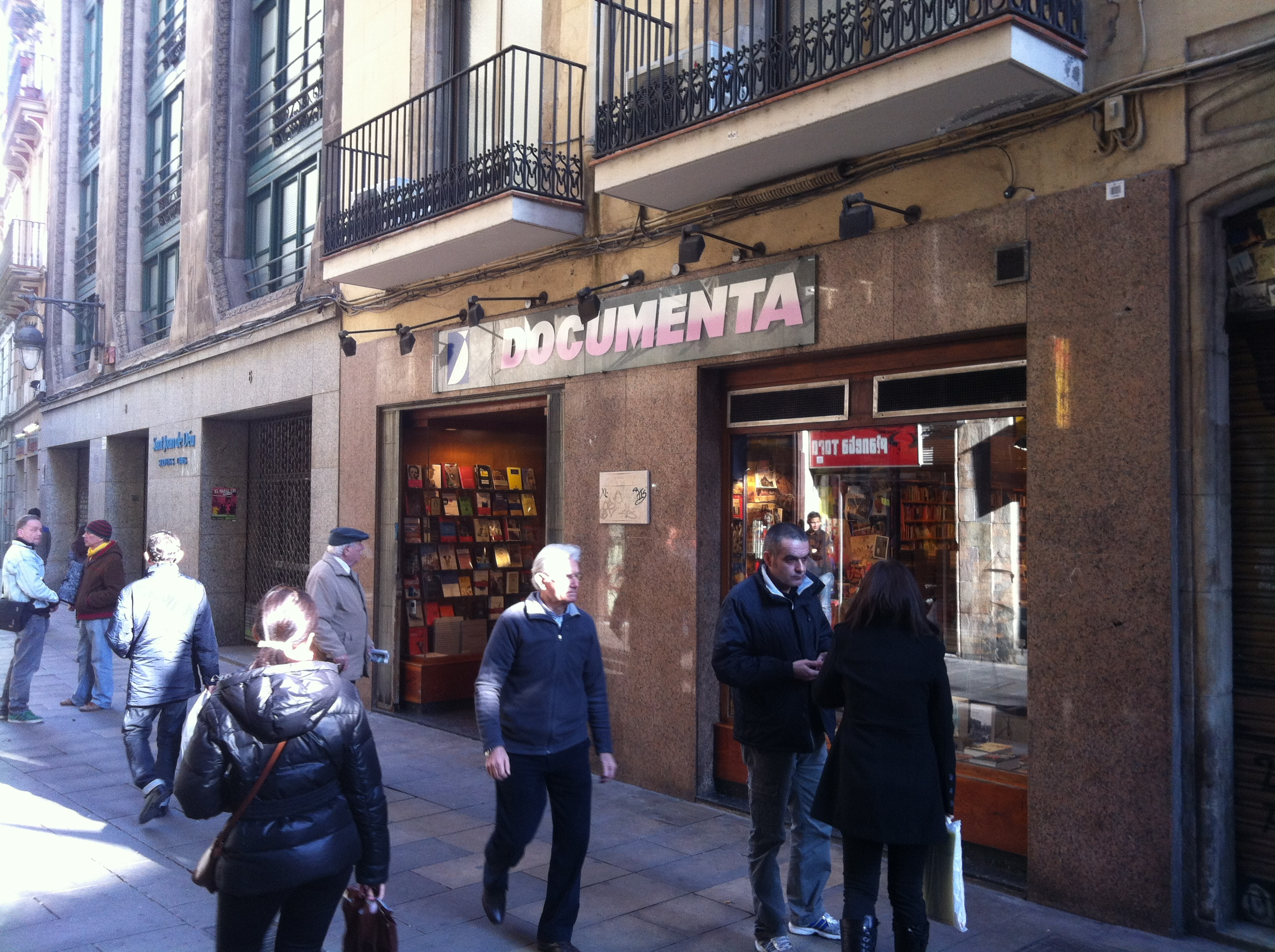
Exterior de l'antiga Llibreria Documenta

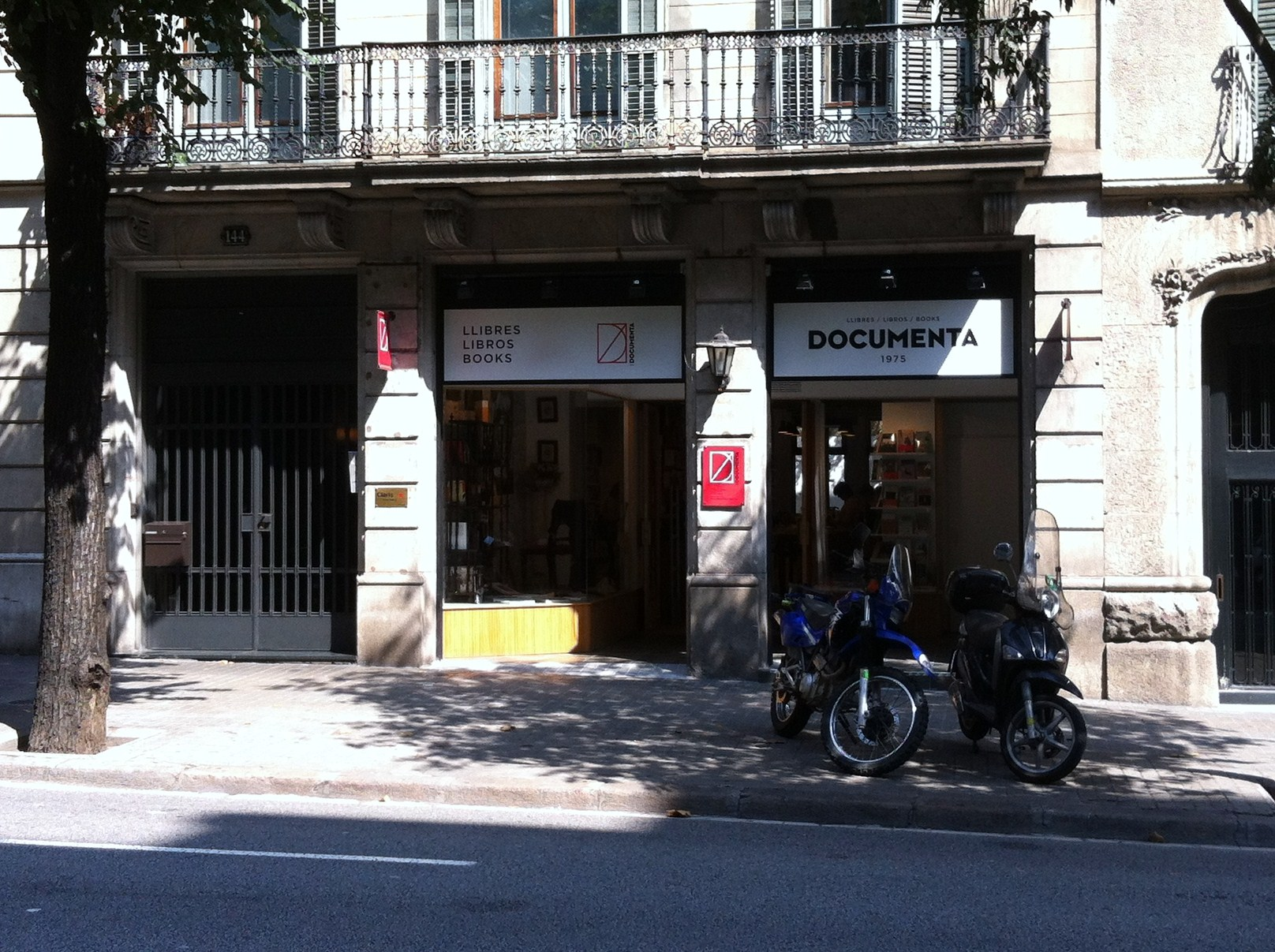
Llibreria Documenta, nova seu

El Premi Documenta de narrativa és un premi literari en llengua catalana convocat per la Llibreria Documenta de Barcelona i l'Altra Editorial. El premi està destinat a un text narratiu inèdit escrit en català i realitzat per un autor menor de 35 anys. Té una dotació econòmica de 5.000 euros i és atorgat vers el mes de novembre.

## Guanyadors
- 1980 — Josep Elias, per Descomposicions
- 1981 — Valerià Pujol, per Interruptus
- 1982 — Joaquim Pijoan, per Somni
- 1983 — Carles Decors, per FM: Fragmentació modulada
- 1984 — Desert
- 1985 — Jordi Viader, per Ni una gota de sang xarnega
- 1986 — Pere Saborit, per El plat preferit dels cucs
- 1987 — Jordi Coca, per Mal de lluna
- 1988 — Desert
- 1989 — Lluís-Anton Baulenas, per Càlida nit
- 1990 — Jordi Arbonès, per Carn a les bèsties
- 1991 — Vicenç Villatoro, per Hotel Europa
- 1992 — No convocat
- 1993 — Òscar Pàmies, per L'Estat contra P.
- 1994 — Aleix Cort, per Abam-ba-Buluba-bam-bu
- 1995 — Alfred Bosch, per Herois d'Azània
- 1996 — Toni Sala, per Entomologia
- 1997 — Flàvia Company, per Ni tu, ni jo, ni ningú
- 1998 — Vicenç Pagès Jordà, per En companyia de l'altre i Sebastià Alzamora, per L'extinció (ex aequo)
- 1999 — Desert
- 2000 — Carles Miró, per La germana gran
- 2001 — Salvador Company, per Voleriana
- 2002 — Pau Vidal, per Homeless
- 2003 — Desert
- 2004 — Melcior Comes, per L'estupor que us espera
- 2005 — Desert
- 2006 — Guillem Sala, per Imagina un carrer
- 2007 — Desert
- 2008 — Víctor García Tur, per Twistanschauung
- 2009 — Pere Antoni Pons, per La felicitat dels dies tristos
- 2010 — Bel Olid, per Una terra solitària
- 2011 — Desert
- 2012 — Albert Forns, per Albert Serra (la novel·la no el cineasta)[1]
- 2013 — Yannick Garcia, per La nostra vida vertical
- 2014 — Jordi Nopca, per Puja a casa[2]
- 2015 — Alicia Kopf, per Germà de gel[3]
- 2016 — Jordi Amor, per El forat[4]
- 2017 — Irene Solà, per Els dics[5]
- 2018 — Xavier Mas Craviotto, per La mort lenta[6]
- 2019 — Desert
- 2020 — Irene Pujadas, per Els desperfectes i Laia Viñas, per Les closques (ex aequo)[7]
- 2021 — Pilar Codony, per Distòcia[8]
- 2022 — Desert[9]
- 2023 — Maria Arimany, per Al bosc s'hi ha d'arribar quan encara és fosc[10]
- 2024 — Víctor Recort, per Els crits i Irene Zurrón, per Un gat negre al jardí (ex aequo)[11]